# Sveinane (Bømlo)
Ne doit pas être confondu avec Sveinane.
Sveinane est une île norvégienne du comté de Hordaland appartenant administrativement à Bømlo.

## Description
Rocheuse et désertique, à fleur d'eau, elle s'étend sur environ 91 m de longueur pour une largeur approximative de 47 m. 